# 神祇管領長上

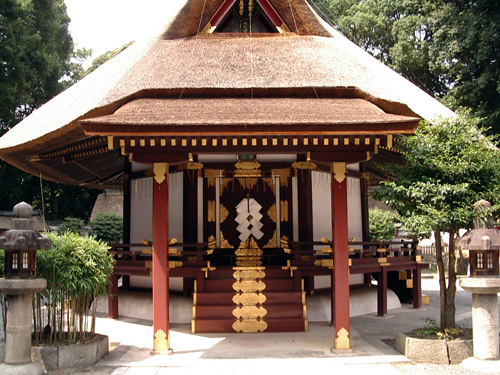
吉田神社斎場所大元宮（京都市左京区）

神祇管領長上（じんぎかんれいちょうじょう）とは、吉田神道を継承する吉田家当主が代々名乗った称号。元来は「神祇管領長上并南座勾当」であったが、やがて「神祇管領勾当長上」と略されるようになり、「神祇管領長上」が一般的となった。また「神祇管領」や「神祇長上」「神道長上」とさらに略されることもある。

## 概要
神道を司る氏であった卜部氏の流れを汲む吉田家の当主は代々神祇大副（神祇官の次官）を世襲し、吉田神社の宮司を務めるなどの神事を家職とし、古典研究の蓄積によって、南北朝時代までに卓抜した地位を築いていた。
15世紀に当主となった吉田兼倶は代々伝えられてきた古典研究の知識を元に、「吉田神道」と呼ばれる神道説を大成し、朝廷や室町幕府の信任を得て神道界の圧倒的な勢力となった。兼倶は、日本書紀神代巻に主に神事を司ったという記述がある天児屋命の子孫である吉田家こそが、神道の宗家であると主張した。ただし、兼俱は卜部氏および吉田家の系図を改竄して、自身の説を裏づけさせていた。
兼倶は神祇伯（神祇官の長官）であった白川伯王家に対抗して自らが神道の主宰者であることを示すため、少なくとも文明8年（1476年）頃には「神道長上」を名乗り、やがて「神祇管領長上并南座勾当（じんぎかんれいちょうじょうへいなんざこうとう）」の称号を名乗るようになった。
諸社禰宜神主法度発布の数年前に寺社奉行から「神道長上」の説明を求められるような状況だったものの、江戸時代に考証学が発達すると、吉田家の「神祇管領長上」という肩書きには疑念が唱えられた。このため、1779年（安永8年）、吉田家は『神業類要』を著し、「神祇管領長上」が自称ではないということを『令義解』『令集解』などを根拠として示した。だが、これらの多くは吉田家の当主を指して「亀卜長上」という呼び方が存在していたというものであった。唯一、嘉禄三年（1227年）に卜部兼直宛に出された綸旨には、「宝亀五年（774年）以来」卜部氏が「神祇管領長上并南座勾当」という重職を世襲してきたと明記されていた。しかし「亀卜長上」は同時期に複数の人数が当てられる律令制上の職であり、卜部氏の独占ではなかった。しかも神道界の長というわけではなく、相当する位階すらない下級職であった。さらに嘉禄三年綸旨も応安4年頃に作成された偽造文書であった。
以降の吉田家当主も幕末までこの称号を名乗り続けた。